# عشيرة فيبيا

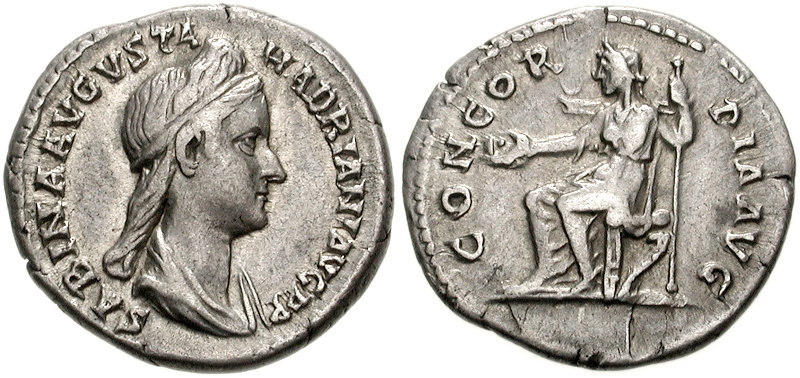
ديناريوس فيبيا سابينا ، إمبراطورة رومانية من 117 م إلى ج. 136.

عشيرة فيبيا هي عائلة عادية في روما القديمة . على الرغم من ظهور أفراد يُسمون فيبيوس في التاريخ خلال فترة الحرب البونيقية الثانية ، إلا أنه لم يتم العثور على أي أعضاء من هذه العشيرة في روما حتى القرن الأخير للجمهورية . كان أول من حصل على منصب القنصل من Vibii فيبيي هو Gaius Vibius Pansa جايوس فيبيوس بانسا في عام 43 قبل الميلاد، ومنذ ذلك الحين وحتى العصر الإمبراطوري ، شغل فيبيي بانتظام أعلى المكاتب في الدولة الرومانية. ادعى كل من الأباطرة تريبونيانوس جالوس وفولوسيانوس النسب من العائلة. 

## أعضاء

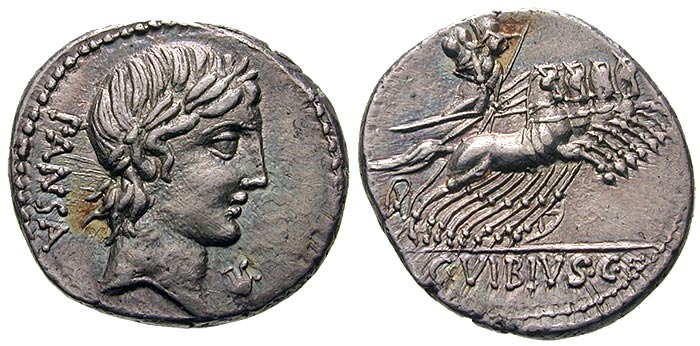
ديناريوس غايوس فيبيوس بانسا، والد القنصل كيترونيانوس ، 90 ق.م.